# Palazzo Foglia

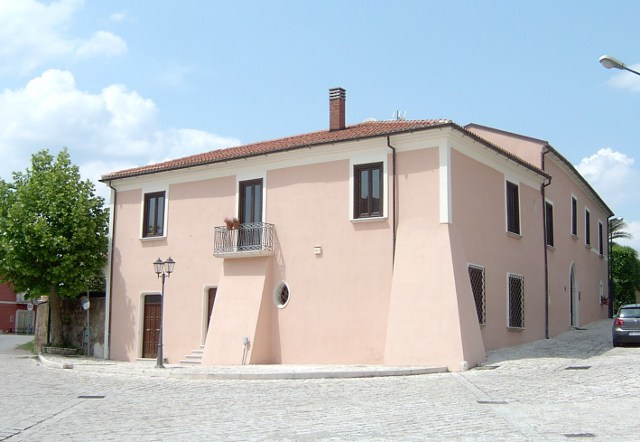
Palazzo Foglia in Ceppaloni, Ortsteil San Giovanni

Der Palazzo Foglia ist ein Palast aus dem 18. Jahrhundert in San Giovanni, einem Ortsteil von Ceppaloni in der italienischen Region Kampanien. Er liegt an der Piazza dei Martiri.

## Geschichte
Der heutige Bau stammt aus dem 18. Jahrhundert und wurde für die Herren Foglia aus Montesarchio errichtet, wobei ein vorher existierendes Gebäude erweitert wurde, das die Adelsfamilie De Rubbo im 17. Jahrhundert gekauft hatte.
Der Komplex besteht aus zwei Baukörpern und einem Innenhof, der auf einer Seite durch eine Vorhalle mit Rundbögen und mit einem Brunnen in der Mitte begrenzt wird.
Das Anwesen ist ein erklärtes Kulturgut, was im Dekret des Ministero per i Beni e le Attività Culturali vom Januar 1987 mit der Bezeichnung „von besonderem historisch-künstlerischem Interesse“ im Sinne des d. Lgs vom 22. Januar 2004, Nr. 42, zum Ausdruck kommt.